# 셰인 퍼거슨
셰인 케빈 퍼거슨(Shane Kevin Ferguson, 1991년 7월 12일 ~ )은 북아일랜드의 축구 선수이다. 현재 밀월과 북아일랜드 축구 국가대표팀에서 수비수로 뛰고 있다.

## 수상 경력
뉴캐슬 유나이티드
- 풋볼 리그 챔피언십: 2009-10